# René Peltre
Pour les articles homonymes, voir Peltre.
René Peltre, né le 5 novembre 1908 à Dieuze (district de Lorraine) et mort le 20 août 1995 dans la même ville, est un homme politique français.

## Biographie
Issu d'une famille d'agriculteurs, dont il poursuit l'activité, René Peltre s'engage en politique dans les années 1930. Conseiller municipal de Dieuze en 1936, conseiller d'arrondissement la même année, il est aussi très engagé dans la vie associative et sportive locale.
Mobilisé au début de la seconde guerre mondiale, il est rendu à la vie civile en juillet 1940.
Après la Libération, il retrouve le conseil municipal de Dieuze, dont il devient maire-adjoint en 1947. Dans cette période, il s'engage dans le syndicalisme agricole, ainsi que dans l'action mutualiste et coopérative.
C'est cette forte notoriété dans les milieux agricoles qui conduit Robert Schuman à faire appel à René Peltre pour figurer en seconde position sur la liste du MRP aux élections législatives de 1951 en Moselle, bien que celui-ci n'en soit pas membre.
Élu député, il s'inscrit au groupe des Républicains indépendants, et se révèle un parlementaire actif, essentiellement sur les questions intéressant son département : situation des incorporés de force pendant la seconde guerre mondiale ou effets des calamités naturelles sur la situation des agriculteurs mosellans.
A l'issue de ce mandat, il ne se représente cependant pas aux législatives de 1956. Après une tentative malheureuse en 1958 pour retrouver son siège, il se consacre à son mandat de conseiller général du canton de Dieuze, qu'il occupe de 1958 à 1982.

## Détail des fonctions et des mandats
Mandat parlementaire
- 17 juin 1951 - 1er décembre 1955 : Député de la Moselle